# Hugh de Fellenberg Montgomery
Hugh de Fellenberg Montgomery (* 14. August 1844; † 8. Oktober 1924) war ein nordirischer Großgrundbesitzer und Politiker.

## Leben
Hugh de Fellenberg Montgomery war das einzige Kind aus der 1843 geschlossenen Ehe des irischen Großgrundbesitzers Hugh Ralph Severin Montgomery (1821–1844) mit Maria Philipina von Fellenberg († 1846), der Tochter des Schweizer Pädagogen und Agronom Philipp Emanuel von Fellenberg und Angehörigen eines alten Berner Patriziergeschlechts.
Er schloss ein Studium am Christ Church College der Universität Oxford als Master of Arts. Montgomery war Friedensrichter und Deputy Lieutenant für das County Tyrone. 1871 war er High Sheriff des County Fermanagh und 1888 High Sheriff des County Tyrone.
Von 1922 bis zu seinem Tod gehörte er dem Senate of Northern Ireland, dem Oberhaus des Parliament of Northern Ireland, an.
Am 24. März 1870 heiratete er Mary Sophia Juliana Maude, die jüngste Tochter von Reverend Hon. John Charles Maude (1792–1860) und Enkeltochter von Cornwallis Maude, 1. Viscount Hawarden. Aus der Ehe gingen acht Söhne und eine Tochter hervor. Zu seinen Söhnen zählen Major-General Hugh Maude de Fellenberg Montgomery, Field Marshal und Chef des Imperialen Generalstabs Sir Archibald Montgomery-Massingberd und der Diplomat Sir Charles Hubert Montgomery.